# Карнаух, Анна Олеговна
Анна Олеговна Карна́ух (род. 31 августа 1993, Кириши, Ленинградская область) — российская ватерполистка, вратарь «КИНЕФ-Сургутнефтегаз» (Кириши) и сборной России. Заслуженный мастер спорта.

## Достижения
В составе молодёжной сборной стала чемпионкой мира (2009) и Европы (2010).
На чемпионате мира 2011 года в составе сборной России стала бронзовым призёром.
Принимала участие в Олимпиаде-2012 в Лондоне, где россиянки стали лишь шестыми.
В 2013 году стала победительницей Универсиады 2013 года в Казани.
Бронзовый призёр Олимпиады-2016 в Рио-де-Жанейро.

## Награды
- Медаль ордена «За заслуги перед Отечеством» II степени (25 августа 2016 года) — за высокие спортивные достижения на Играх XXXI Олимпиады 2016 года в городе Рио-де-Жанейро (Бразилия), проявленные волю к победе и целеутремленность[2].
- Почётная грамота Президента Российской Федерации (2013) — за высокие спортивные достижения на XXVII Всемирной летней универсиаде 2013 года в городе Казани.